# Pyrgauchenia foersteri
Pyrgauchenia foersteri är en insektsart som beskrevs av Gustav Breddin. Pyrgauchenia foersteri ingår i släktet Pyrgauchenia och familjen hornstritar. Inga underarter finns listade i Catalogue of Life.